# Gigantizam
Gigantizam (od grč.  — „gigant“, množ. ) veličina tela koja znatno premašuje prosečnu veličinu tela – čovekovog, životinjskog, biljnog, astronomskog i sl. Ova pojava naziva se još i makrosomija.
Gigantizam, u medicini, predstavlja povećani rast koji nastaje zbog prekomernog lučenja hormona rasta pre zatvaranja epifiznih pukotina, najčešće iz adenoma hipofize. 
Uz prekomeran rast, obično preko 2 m, postoji i zakasneli pubertet koji pridonosi longitudinalnom rastu i kasnijem zatvaranju epifiznih pukotina. Radi se o vrlo visokim mladim ljudima s nesrazmerno dugim rukama i nogama, velikim šakama i stopalima, smanjen libido, eventualna pojava dijabetesa insipidusa. 
Kod čistih oblika građa tela je skladna. Moguća je udruženost gigantizma sa akromegalijom kada se  viđaju dismorfološke promene svojstvene ovom drugom oboljenju (porast nosa, ušiju, zadebljanje i porast usana i jezika, a donja vilica i supraorbitalni luci postaju jače istaknuti, zatim porast šaka, stopala ali i  unutrašnjih organa, srca, jetre, slezine, bubrega, creva, štitaste žlezde). Uz gigantski rast mogu se videti promene uslovljene metaboličkim efektima, potom simptomi tumorskog procesa i znaci insuficijencije neke druge endokrine žlezde.
Najčešći uzrok je adenom hipofize, ređe hiperplazija hipofiznih ćelija, a izuzetno maligni tumor.
Leči se operativnim putem ili primenom radioterapije. Terapijska primena polnih hormona sprovodi se radi bržeg sazrevanja skeleta i skraćenja perioda rasta.